# Slawsonita
La slawsonita és un mineral de la classe dels silicats que pertany al grup del feldespat. Va ser anomenada en honor de Chester Baker Slawson (1898-1964), professor de mineralogia de la Universitat de Michigan a Ann Arbor.

## Característiques
La slawsonita és un tectosilicat de fórmula química Sr(Al₂Si₂O₈). Cristal·litza en el sistema monoclínic. Els cristalls són tabulars, allargats al llarg de [110], mostrant les cares {110} i {001}, de fins a 7 cm; també es pot trobar en agregats radials. La seva duresa a l'escala de Mohs és d'entre 5,5 i 6,5.
Segons la classificació de Nickel-Strunz, la slawsonita pertany a «09.FA - Tectosilicats sense H₂O zeolítica, sense anions addicionals no tetraèdrics» juntament amb els següents minerals: kaliofilita, kalsilita, nefelina, panunzita, trikalsilita, yoshiokaïta, megakalsilita, malinkoïta, virgilita, lisitsynita, adularia, anortoclasa, buddingtonita, celsiana, hialofana, microclina, ortosa, sanidina, rubiclina, monalbita, albita, andesina, anortita, bytownita, labradorita, oligoclasa, reedmergnerita, paracelsiana, svyatoslavita, kumdykolita, lisetita, banalsita, stronalsita, danburita, maleevita, pekovita, lingunita i kokchetavita.

## Formació i jaciments
La slawsonita va ser descoberta a la formació Martin Bridge, al comtat de Wallowa (Oregon, Estats Units). També ha estat descrita al Canadà, a Espanya, a altres indrets dels Estats Units, al Japó en petits filons de pectolita en xenòlits metamorfosats i en xenòlits en roca ultramàfica i a la República Txeca.